# Mascames
Mascames (en grec antic Μασκάμης) va ser un sàtrapa persa, fill de Megadostes o Megalostes.
Xerxes I de Pèrsia el va nomenar governador de Dorisc a Tràcia, càrrec que va exercir amb energia i fidelitat, rebutjant tots els intents dels grecs, després del fracàs de l'expedició persa a la Segona Guerra Mèdica, de fer-lo fora. Xerxes el va honorar amb regals, i més tard Artaxerxes I de Pèrsia va continuar honorant als seus descendents, segons diu Heròdot.